# Conviction
Conviction es una serie de televisión de drama legal de ABC. Fue estrenado el 3 de octubre de 2016. La serie es protagonizada por Hayley Atwell como Hayes Morrison. El tráiler fue lanzado el 17 de mayo de 2016. El 8 de noviembre de 2016, ABC anunció que no ordenarían más episodios para la primera temporada. sin embargo, los episodios restantes de la temporada se emitieron hasta su conclusión el 29 de enero de 2017. ABC oficialmente la canceló el 11 de mayo de 2017.

## Sinopsis
La serie se centra en la abogada y ex primera hija, Hayes Morrison (Hayley Atwell), que está a punto de aceptar una oferta de trabajo de su enemigo, el fiscal de distrito de Nueva York, Conner Wallace (Eddie Cahill), para evitar la cárcel por posesión de cocaína y así también evitar dañar la campaña de su madre por el senado. 
Trabajando en el nuevo "Unidad de Revisión de Condenas", Hayes junto con Sam (Shawn Ashmore), Maxine (Merrin Dungey), Tess (Emily Kinney) y Frankie (Manny Montana), usan sus mentes para investigar casos en donde se sospecha de condenas injustas.

## Elenco y personajes

### Principales
- Hayley Atwell como Hayes Morrison, una abogada y jefa del "CIU" (Conviction Integrity Unit).
- Eddie Cahill como Conner Wallace, un Fiscal de Distrito.
- Shawn Ashmore como Sam Spencer, un abogado y asistente del Fiscal de Distrito.
- Merrin Dungey como Maxine Bohen, la investigadora principal del "CIU" y una expolicía.
- Emily Kinney como Tess Larson, la asistente legal del "CIU".
- Manny Montana como Franklin "Frankie" Cruz, el forense del "CIU".
- Daniel Franzese como Jackson Morrison, el hermano de Hayes y abogado.

### Recurrentes
- Sarah Allen como Lisa Crozier, una reportera que se encarga de ensuciar a Hayes.
- Bess Armstrong como Harper Morrison, madre de Hayes y Jackson y actual candidata a senadora.
- Ian Paola como Rey Armas, excompañero de celda de Frankie.
- Ilfenesh Hadera como Naomi Golden, una abogada y exnovia de Hayes y Wallace.
- Nigel Gibbs como John Bohen, el padre de Maxine y dueño de un bar.

## Episodios
| N.º | Título                            | Dirigido por      | Escrito por                                    | Fecha de emisión original | Audiencia (millones) |
| --- | --------------------------------- | ----------------- | ---------------------------------------------- | ------------------------- | -------------------- |
| 1 | «Pilot»                           | Liz Friedlander   | Liz Friedman y Liz Friedlander                 | 3 de octubre de 2016      | 5.17                 |
| Después de que la abogada Hayes Morrison, hija de un expresidente de los Estados Unidos, es arrestada por posesión de cocaína, por su adversario y actual fiscal de Nueva York para que forme parte de la nueva Conviction Integrity Unit. Hayes acepta de mala gana con el fin de limpiar su imagen, ya en su nuevo trabajo conoce a Sam, Tess, Frankie y Maxine que comienzan con el pie izquierdo. Ella y su equipo toman el caso de Odell Dwyer, que está en la cárcel por asesinar a su novia. Luego de la investigación de Frankie y Tess demuestran que Odell es inocente. |                                   |                   |                                                |                           |                      |
| 2 | «Bridge and Tunnel Vision»        | Rob Seidenglanz   | Liz Friedman y Liz Friedlander                 | 10 de octubre de 2016     | 4.23                 |
| El CIU decide investigar el caso "Prospect 3", en el cual tres jóvenes adolescentes, Mike, Brian y Seamus, habrían golpeado y violado a una mujer, Zadie Daniels. Frankie y Maxine al recrear la escena, notan que los horarios de los hechos no coinciden como deberían. Luego de investigar profundamente, Zadie le revela a Hayes que todo fue una mentira y que jamás la había violado, sino que había tenido relaciones con un hombre casado en un bar. Hayes confronta a Tess sobre lo ocurrido con el asesino de su tía. Brian admite ser culpable de maltrato hacia otras mujeres y finalmente Mike y Seamus quedan liberados. Sam es amenazado por Lisa. A pesar de lograr su objetivo, Hayes comenzó a sentirse culpable por haber arruinado la reputación de Zadie. |                                   |                   |                                                |                           |                      |
| 3 | «Dropping Bombs»                  | Liz Friedlander   | Thomas L. Moran                                | 17 de octubre de 2016     | 4.24                 |
| El equipo lucha por exonerar a un activista político que está cumpliendo una condena de por vida por poner una bomba en una mezquita, matando a un conocido musulmán y tres creyentes. Cuando Hayes y Wallace se acercan, su peor pesadilla se realiza. |                                   |                   |                                                |                           |                      |
| 4 | «Mother's Little Burden»          | Paul Holahan      | Samantha Corbin-Miller                         | 24 de octubre de 2016     | 4.74                 |
| El CIU trabaja en el caso de Penny Price, una madre que se dedicó a cuidar a su hijo violento y autista, Owen. Penny fue acusada de asesinar a Owen por una sobredosis de sodio. Sin embargo, Frankie descubre que Owen no murió de esa forma, sino de una falta de azúcar debido a una inyección de insulina. Ellos hablan con el marido de Penny, Greg Price, así como el cuidador de Owen, Eduardo, cuya hermana tenía niveles peligrosamente bajos de insulina el día del asesinato de Owen. Hayes se da cuenta de que la única persona con medios y motivos para poder asesinar a Owen era la hija de Penny, Emily. Penny le dice a Emily que aceptara la culpa para que pueda tener una vida. Mientras tanto, Hayes trabaja con su hermano para prepararse para una entrevista televisiva. Durante la entrevista utiliza su encanto y los ensayos que había tenido con Jackson, pero pronto comienza a sentirse ahogada y termina revelando la oferta de trabajo en el CIU para sacarla de prisión. Esta confesión, termina afectando a la campaña de su madre y también la imagen de Wallace. |                                   |                   |                                                |                           |                      |
| 5 | «The 1% Solution»                 | Scott Hornbacher  | Steve Lichtman                                 | 7 de noviembre de 2016    | 3.64                 |
| Después de ser expulsada, Hayes decide dormir en la oficina y llamar a Jackson todos los días buscando el perdón. El CIU se centra en el caso de Will Jarrett, un huérfano que fue acogido por los Porter, una familia rica. La madre, Debra Porter, fue apuñalada varias veces hasta su muerte y se culpó a Will del asesinato. El equipo investiga a su esposo, David, y al jardinero, Luis, ambos se declararon inocentes. Más tarde, se ve cómo Sean, el hijo de Debra, es visto en un video plantando el cuchillo del crimen en el camión de Luis, pero David afirma que fue Will quien obligó a Sean hacerlo. Will afirma los hechos. Sospechando que Will esconde algo, Frankie, Tess y Sam trabajan en la escena del crimen, y ven que es probable que Will junto con Sean hayan asesinado a Debra. Después de que Will admita que él y Sean eran amantes y proporciona evidencia en video del plan, Sean es arrestado. David explica que Debra sabía que Sean era gay y que no le importaba, pero creía que Will no era apto para Sean porque provenía de una familia pobre. Mientras tanto, Jackson finalmente perdona a Hayes, quien también trata de confesar sus sentimientos a Wallace, pero no puede hacerlo. Ella descubre que debido a la investigación del Departamento de Justicia, Wallace contrató a abogados externos, Naomi Golden, una exnovia de Hayes y también de Wallace. Mientras tanto, Frankie está en conflicto sobre el caso de su excompañero de celda, Rey Armas. Tess decide ayudarlo y le echa un vistazo al expediente y le dice que es culpable, pero Frankie luego habla con Hayes, quien acepta mirar el caso por él. |                                   |                   |                                                |                           |                      |
| 6 | «#StayWoke»                       | Christine Moore   | Lynne E. Litt & Jewel McPherson                | 14 de noviembre de 2016   | 4.17                 |
| Hayes decide elegir el caso de Porscha Williams, una activista negra que fue condenada por el asesinato de la sargento Kelsey Blake durante una protesta. Maxine se siente parte del conflicto, ya que es negra con un hijo y una expolicía. Mientras tanto, Hayes se reúne con Naomi, la abogada de Wallace, y terminan coqueteando. Tess le revela a Frankie que fue testigo del asesinato de su tía a los 12 años e identificó al hombre equivocado, Matty Tan, el cual fue exonerado luego de cinco años al examinar sus huellas de ADN y comenzó a trabajar en un carro vendiendo café, al cual Tess va constantemente, dejando propina en modo de perdón por lo que hizo. El equipo se da cuenta de que los testigos del asesinato de Blake podrían haber confundido a Porscha con otra mujer. Luego descubren que la camioneta del Examinador Médico estuvo demasiado cerca de la escena del crimen, y que las heridas de entrada y salida pueden haber sido confundidas, lo que significa que Kelsey pudo haber recibido un disparo desde atrás. Utilizando un nuevo ángulo, el equipo descubre que otro testigo, George Stayner, fue el responsable. Cuando Maxine y Sam lo confrontan, George admite que fue un accidente y acaba suicidándose. Porscha es liberada, se reencuentra con su familia y le agradece a Maxine. Más tarde, Hayes encuentra a Wallace y a Naomi besándose en su oficina. |                                   |                   |                                                |                           |                      |
| 7 | «A Simple Man»                    | Brad Turner       | Simran Baidwan                                 | 21 de noviembre de 2016   | 4.14                 |
| El CIU investiga el caso de un hombre con un bajo coeficiente intelectual, Leo Scarlata, que fue condenado por un incendio en el restaurante de su familia, matando a un hombre e hiriendo a otro. Wallace aprueba a un equipo de documentalistas que han estado trabajando en el caso de Scarlata para seguir al equipo. La investigación concluye que el incendio no se inició de la manera que se creía anteriormente y que, aunque Leo era el responsable, simplemente "siguió las reglas". Esas reglas habían sido alteradas para causar el fuego para el pago del seguro. Leo es liberado. |                                   |                   |                                                |                           |                      |
| 8 | «Bad Deals»                       | John Stuart Scott | Eduardo Javier Canto & Ryan Maldonado          | 28 de noviembre de 2016   | 3.36                 |
| El equipo toma el caso de Josh Fleck, un maestro condenado por secuestro y asesinato de su estudiante de secundaria, Sierra Macy, diez años atrás. Sierra logra escapar del sótano en donde estaba encerrada y descubre a su captor muerto. Sam fue el fiscal en el caso y aunque la condena por asesinato sería abandonada, él insiste en que Fleck estuvo involucrado en el secuestro. Sam y Frankie descubren que el testigo, una camarera, mintió, y que Sierra fue transportada en el maletero de un auto, mientras que Fleck conducía una camioneta sin maletero. Cuando Sam visita a la camarera, Melissa, escucha los cascabeles que Sierra pudo recordar cuando estaba encerrada. Melissa le apunta un arma, pero los policías, incluida Maxine, entran y rescatan a Sam. Fleck es liberado. El Departamento de Justicia descarta su caso contra Wallace después de que Hayes proporcione información. |                                   |                   |                                                |                           |                      |
| 9 | «A Different Kind of Death»       | Andrew McCarthy   | Lynne E. Litt                                  | 5 de diciembre de 2016    | 3.34                 |
| Wallace da a la CIU el caso de Earl Slavitt (Richard Thomas), un condenado a muerte que fue condenado por el asesinato de Tom Simon, un fiscal federal y amigo de Wallace. Earl fue procesado originalmente por Tom por malversación de dinero de su trabajo. Después de ser liberado de la prisión hizo amenazas contra Tom. Wallace pide a Hayes para revisar el caso, ya que Tom estaba en contra de la pena de muerte y Earl será ejecutado en cinco días. Mientras que el OIC revisa el caso de Nueva York, Hayes y Wallace van a Indiana para tratar de detener la ejecución de Earl. Ellos tienen que tratar con Bill Newton, el fiscal federal adjunto, que estaba en contra de la acusación para ambos casos y que se interponga en su camino. El equipo considera que un exconvicto fue contratado para matar a Tom, y que el jefe de Earl fue el estafador real. Alguien de la oficina del fiscal federal estaba tomando sobornos. Hayes, después de hablar con la excompañera de trabajo de Earl, Nina, se entera de que Bill ordenó el golpe de Tom para cubrir sus huellas. Hayes intenta ponerse en contacto con Wallace para detener la ejecución, pero es demasiado tarde. Tras conocer la noticia, Sam atrapa Maxine tomando analgésicos. |                                   |                   |                                                |                           |                      |
| 10 | «Not Okay»                        | Jan Eliasberg     | Thomas L. Moran y Simran Baidwan               | 1 de enero de 2017        | 2.06                 |
| El equipo toma el caso de Sophie Hausen (Jordan Hayes), condenada por asesinar a Travis Carter, el estudiante universitario quien ella afirma la violó. Repitiendo el test de ADN en el arma del crimen se muestra sólo una coincidencia parcial y una recreación del crimen muestra una salida potencialmente peligrosa. Mientras revisa a otros posibles sospechosos, el equipo descubre que hubo otras víctimas que no habían denunciado sus violaciones debido al tratamiento del testimonio de Sophie por parte de funcionarios. Sin embargo, todos habían hablado con una consejera de violación, Elyse Salmon, quien decidió tomar el asunto en sus propias manos. La confesión de Elyse hace que Sophie sea liberada. En una nota personal, Tess finalmente le dice a Matty su conexión con él y él no lo toma bien. Además, Hayes, impulsada por Jackson, decide tratar de hacer que las cosas funcionen con Wallace. |                                   |                   |                                                |                           |                      |
| 11 | «Black Orchid»                    | Metin Hüseyin     | Samantha Corbin-Miller y Steve Lichtman        | 8 de enero de 2017        | 2.70                 |
| Un caso actual se remonta a uno antiguo. Una mujer es hallada muerta a golpes. Su descripción física, la forma de la muerte, y el lápiz de labios «Black Orchid» manchado en su boca coinciden con el modus operandi de un asesino en serie condenado, Clark Sims (Patrick Breen), diez años antes. El equipo de la CIU no sabe si Sims es inocente o si hay un imitador. Son capaces de explicar la evidencia de huellas digitales contra Sims. También encuentran que el hombre arrestado por el reciente asesinato no pudo haberlo hecho. Calculando en el hiato de diez años entre crímenes, especulan que el asesino estaba en prisión. Una búsqueda de los presos que encajan sus parámetros localiza a un sospechoso, Donald Cutler, que estaba en la vecindad del asesinato reciente. Cutler va tras la mujer que sobrevivió a su ataque hace años y ella lo mata. Sims es liberado. |                                   |                   |                                                |                           |                      |
| 12 | «Enemy Combatant»                 | Paul Edwards      | Eduardo Javier Canto y Ryan Maldonado          | 15 de enero de 2017       | 2.24                 |
| El expresidente Morrison visita a Hayes en casa y la persuade a ella y a la CIU de que enfrenten el caso de Omar Abbas (Karan Oberoi), un ciudadano musulmán-estadounidense detenido durante seis años sin juicio en una instalación militar por poseer sarín líquido. Omar afirma que no sabía lo que había en la bolsa; esta había quedado en el maletero de su taxi. Aunque obstruido por los federales porque Omar es considerado un combatiente enemigo, el equipo descubre que el informante de los federales es el primo de Omar que, después de ser torturado, les dijo a los federales lo que querían oír. También rastrean al dueño de la bolsa, Paul Sedgewick, que planeaba usar el sarín en un banco al que culpaba por el dolor de su familia. Eventualmente abandonó el plan de ataque químico pero, en vez de llevar la bolsa lejos, accidentalmente la dejó en el taxi y posteriormente lo reportó. Omar es liberado. El padre de Hayes le dice a Wallace y Hayes que su relación no funcionará. |                                   |                   |                                                |                           |                      |
| 13 | «Past, Prologue & What's to Come» | Liz Friedlander   | Vincent Angell, Liz Friedman y Liz Friedlander | 29 de enero de 2017       | 2.43                 |
| Hayes asume el caso de Gerald Harris (Mark Moses), un hombre que ella defendió sin éxito en Chicago nueve años antes contra cargos de que asesinó a su esposa, Claire. Wallace procesó el caso. Mientras el equipo lucha por encontrar a un sospechoso que podría haber cometido el asesinato, Hayes se entera de que Sam será obligado a testificar durante el juicio de Rodney Landon, que efectivamente desacreditaría a la CIU y sometería todos sus casos a revisión. Sam le informa que tiene la intención de tomar la Quinta Enmienda, poniendo fin a su carrera, pero manteniendo a la CIU intacto. Frankie finalmente confirma que Claire murió de un ataque al corazón antes de caer, evidencia de lo cual no se encontró en su autopsia original. Aunque la citación contra Sam es desestimada, Wallace ordena a Hayes despedirlo por «rebeldía». Ella deliberadamente besa a Sam, cometiendo acoso sexual en vista de un testigo, lo que significa que no puede ser despedido sin que ella sea obligada a dimitir. |                                   |                   |                                                |                           |                      |

## Producción
El 12 de mayo del 2016 se anunció que el episodio piloto había sido escogido por la ABC para desarrollarse. El Piloto fue rodado marzo de 2016 y fue fimlado en Toronto, Canadá, al igual que el resto de los episodios.
La serie es cocreada por Liz Friedman, quien escribió el guion y Liz Friedlander, quien dirigió el piloto. Friedman y Friedlander junto a Mark Gordon y Nick Pepper, serán los productores ejecutivos, La serie es de "The Mark Gordon Company" y de "ABC Studios".
En el piloto, originalmente el personaje principal llevaba de nombre Carter Morrison, que podría considerarse una referencia al anterior personaje de Hayley Atwell Peggy Carter en la serie Agent Carter. El personaje fue renombrado como Hayes Morrison antes de comenzar las filmaciones.
Originalmente, Daniel Di Tomasso fue quien había sido seleccionado para interpretar al hermano de Hayes, Jackson, pero fue eliminado después de la filmación del piloto por razones creativas. Daniel Franzese fue seleccionado para su reemplazo.
En enero de 2017, Emily Kinney dejó de ser parte de la serie para unirse al elenco de las serie de ABC Ten Days in the Valley. Por su parte, Manny Montana se unió al reparto de la serie de NBC Good Girls.

## Recepción

### Audiencia
| N.º | Episodio                          | Estreno                 | Cuota de pantalla (18–49) | Audiencia (en millones) | DVR (18–49) | DVR (en millones) | Total (18–49) | Audiencia total (en millones) |
| --- | --------------------------------- | ----------------------- | ------------------------- | ----------------------- | ----------- | ----------------- | ------------- | ----------------------------- |
| 1   | "Pilot"                           | 3 de octubre de 2016    | 0.9/3                     | 5.17                    | 0.7         | 3.00              | 1.6           | 8.17                          |
| 2   | "Bridge and Tunnel Vision"        | 10 de octubre de 2016   | 0.8/3                     | 4.23                    | 0.6         | 2.49              | 1.4           | 6.74                          |
| 3   | "Dropping Bombs"                  | 17 de octubre de 2016   | 0.7/3                     | 4.24                    | 0.6         | 2.45              | 1.3           | 6.69                          |
| 4   | "Mother's Little Burden"          | 24 de octubre de 2016   | 0.8/3                     | 4.74                    | —           | —                 | —             | —                             |
| 5   | "The 1% Solution"                 | 7 de noviembre de 2016  | 0.6/2                     | 3.64                    | 0.6         | 2.31              | 1.2           | 5.95                          |
| 6   | "#StayWoke"                       | 14 de noviembre de 2016 | 0.8/3                     | 4.17                    | —           | 1.94              | —             | 6.12                          |
| 7   | "A Simple Man"                    | 21 de noviembre de 2016 | 0.7/3                     | 4.14                    | 0.6         | 2.01              | 1.3           | 6.15                          |
| 8   | "Bad Deals"                       | 28 de noviembre de 2016 | 0.6/3                     | 3.36                    | 0.4         | 1.91              | 1.0           | 5.29                          |
| 9   | "A Different Kind of Death"       | 5 de diciembre de 2016  | 0.6/3                     | 3.34                    | 0.5         | 1.97              | 1.1           | 5.31                          |
| 10  | "Not Okay"                        | 1 de enero de 2017      | 0.4/2                     | 2.06                    | —           | —                 | —             | —                             |
| 11  | "Black Orchid"                    | 8 de enero de 2017      | 0.5/2                     | 2.70                    | 0.5         | 2.00              | 1.0           | 4.70                          |
| 12  | "Enemy Combatant"                 | 15 de enero de 2017     | 0.4/2                     | 2.24                    | 0.5         | 1.89              | 0.9           | 4.13                          |
| 13  | "Past, Prologue & What’s to Come" | 29 de enero de 2017     | 0.5/2                     | 2.43                    | 0.6         | 2.08              | 1.1           | 4.51                          |

## Distribución internacional

### Emisión en otros países
| País           | Cadena      | Fecha de inicio        | Fecha de finalización |
| -------------- | ----------- | ---------------------- | --------------------- |
| Canadá         | CTV         | 3 de octubre de 2016   |                       |
| Latinoamérica  | FOX Life    | 4 de octubre de 2016   | 31 de enero de 2017   |
| España         | FOX HD      | 12 de octubre de 2016  |                       |
| Estados Unidos | ABC         | 3 de octubre de 2016   | 29 de enero de 2017   |
| Italia         | FOX Life    | 22 de enero de 2017    |                       |
| Venezuela      | FOX Life    | 2 de noviembre de 2018 |                       |
| Cuba           | Multivisión | Julio de 2019          |                       |